# Konnektivitet
För konnektivitet i ekologiska sammanhang, se konnektivitet (ekologi).
Konnektivitet inom neuropsykologi syftar på hur områden i hjärnan kommunicerar med varandra. Närmare bestämt hur nervimpulser färdas genom nervtrådarna och hur dessa är organiserade. Nervtrådarnas aktivitet bildar mönster som är kopplade till varandra och till olika områden i kortex. Genom att titta i vilken riktning nervimpulserna färdas, mellan vilka områden och vilka nervbanor som ligger nära, fås en uppfattning om konnektiviteten.

## Olika former av konnektivitet
Strukturell konnektivitet visar hur nerverna är kopplade, men inte i vilken riktning nervimpulser färdas. Genom att studera kopplingarna fås en bild av nervbanor både på mikro- och makronivå, med information både om vilka banor som är aktiva och vilka större områden de påverkar.
Funktionell konnektivitet är ett deskriptivt mått för korrelationen mellan avlägsna områden och huruvida dessa regioner delar ömsesidig information. Formen visar korrelationen mellan områden utan att vara länkade till strukturella kopplingar. Till skillnad från strukturell konnektivitet är funktionell konnektivitet tidskänslig, då det statistiska mönstret fluktuerar under millisekunder.
Effektiv konnektivitet visar på maktförhållanden mellan neurala system. Syftet är att stödja förklaringar och slutledningar snarare än att beskriva ett sammanhang. Funktionell konnektivitet visar enbart korrelationen medan effektiv konnektivitet kräver ett orsakssamband. Orsakssammanhanget gäller vilken sekvens som förutsäger en annan sekvens. Det behöver inte innebära en fysisk förbindelse.
Anatomisk konnektivitet syftar på ett nätverk av strukturella och fysiska förbindelser. Under ett tidsspann på sekunder till minuter är det den fysiska organiseringen som visar tydligast på förändring, medan förändringen under timmar och dagar syns tydligast i strukturell formen. Gällande den anatomiska konnektiviteten är det inte klargjort huruvida den och den funktionella konnektiviteten influerar varandra.

## Hur konnektivitet studeras
Ofta studeras konnektivitet utifrån stickprov i olika tidsserier från olika regioner. Sedan utförs matematisk härledning av ett antal mått på informationen mellan valda tidsserier.
De flesta hjärnavbildningsmetoder visar på statiska bilder där de aktiva områdena är markerade. Konnektivitet visar  dessutom vägen signalen tar dit. Genom att studera voxlar, det vill säga utsnitt av hjärnan på kubikmillimeters storlek, och jämföra tidsscheman och placering, kan man se om signalen passerat innan eller efter en annan signal och avståndet mellan dessa. Voxlar vars aktivitet sker nära varandra kallas kluster och har en hög korrelationsgrad. Om voxlarna är lokaliserade långt från varandra, är de troligtvis sammankopplade på något ställe.
Strukturell konnektivitet studeras med hjälp av Diffusion Tensor Imaging. DTI studerar voxlar i den vita substansen och ger en god bild av tidsmässiga förändringar i den levande hjärnans fibernät, men har en otillräcklig spatial upplösning. En annan metod är Diffusion Magnetic Resonance Imaging, dMRI. Genom infärgning av nervtrådarna fås en tydlig karta över nervbanornas koppling. TMS, transkraniell magnetisk stimulering, är en metod där aktiviteten i vald kortexregion slås ut, tillfälligt och reversibelt. En metod lämplig för att studera effektiv konnektivitet, då TMS ger en bild av vilka områden som påverkar andra.
Grafer är ett effektivt sätt att visualisera konnektivitet på. Korrelationsgrad, styrka, högsta punkt och längd på nervbanorna i hjärnans nätverk kan mätas. Funktionell konnektivitet kan med fördel mätas genom korskorrelation med tid och frekvens som variabler. Formen är enkel att datoranalysera, då den visar ett statistiskt mått. Med effektiv konnektivitet är det svårare, då den visar kausal påverkan mellan neurala områden. Det går att tillämpa principen om Grangers kausalitet, vilket görs i både EEG och fMRI. Principen har delgett information om riktat samspel mellan neurala element under kognitiva och beteendemässiga uppgifter.
Sammanfattningsvis ger studier av hjärnans konnektivitet en berikande bild av hur hjärnan arbetar och metoden är ett bra komplement till övriga hjärnavbildningsmetoder.